# Юрій Рейт
Юрій Рейт (пол. Jerzy Rejt; нар. 1 червня 1947, Варшава) — активіст української меншини у Польщі, перший голова Об'єднання українців у Польщі (1990—1996), президент Європейського конгресу українців (1995—1996), голова Головної ради Об'єднання українців у Польщі (1996—1998), лікар-ветеринар.

## Біографія
Син Антонія Антоновича Рейта (1902—1950) і Ольги Львівни Левицької (1906—1967). Батько, нащадок радзивіллівських бояр, під час Другої світової війни воював у лавах польської армії в СРСР (1-ша Варшавська піхотна дивізія). Мати (дочка о. Лева Йосифовича Левицького, м.ін. пароха Печеніжина та декана пістинського) походила з родини греко-католицьких священиків з околиць Коломиї . Обоє батьки були вчителями.
Родич слугині Божої Стефанії з Левицьких Тарантюк , Івана Левицького — солдата Українських Січових Стрільців, який загинув у боях з більшовиками в час більшовицько-української війни, та о. Костянтина Левицького, греко-католицького священика засланого разом із жінкою до Хабаровського краю за душпастирську діяльність. Серед інших родичів — Ян Рейт, убитий НКВС у Катині (Катинський розстріл) , та Феліцян Рейт — солдат Польської армії в СРСР (Армії Андерса), учасник битви при Монте-Кассіно.
У 1966 р. закінчив Загальноосвітній ліцей у Варшаві. Навчався на ветеринарному факультеті Варшавського університету аграрних наук (Szkoła Główna Gospodarstwa Wiejskiego, SGGW). У 1973—1980 рр. працював лектором на факультеті харчових технологій цього університету.
У 1989—1990 роках займав посаду заступника голови Українського суспільно-культурного товариства. Опісля був обраний першим головою Об'єднання українців у Польщі (1990—1996), членом правління Світового Конґресу Українців (Торонто, 1991—1996), членом Української всесвітньої координаційної ради (Київ, 1992—1997), президентом Європейського конґресу українців (Лондон, 1995—1996), головою Головної ради Об'єднання українців у Польщі (1996—1998 рр.).
У 1999—2006 роках співробітник Інституту Фонду східних досліджень (у 2000—2006 роках директор Управління закордонного співробітництва). У 2006 р. співробітник Колегії Східної Європи ім. Яна Новака-Єзоранського, де до 2013 року був директором програми Study Tours to Poland польсько-американського фонду Свободи, а опісля — Senior Programme Assistent of STP.
Голова Ради неурядових організації при посольстві України в Польщі (2006—2010), з 2001 року член польсько-українського форуму, Ради польсько-українського Фонду співпраці PAUCI (2008—2009), Ради Фонду Освіта для Демократії (2008—2010), Ради польсько-німецького Фонду співпраці молоді (2008—2010) та Ради Фонду міжнародної солідарності (2011—2015). У 2014 році співзасновник «Громадського Комітету солідарності з Україною» .
В 1963—2006 роках член хору церкви Успення Пресвятої Богородиці у Варшаві. З 1972 по 1989 рік співак Українського чоловічого хору «Журавлі»; кілька разів займав пост голови ради хору.

## Діяльність
У 1990 р. співорганізував I Світовий Форум Української Діяспори (Варшава-Білий Бір) за участю президента Світового Конґресу Вільних Українців (СКВУ) Юрія Шимка та представників українських організацій з США, Канади, Великої Британії, Бельгії, Німеччини, Франції, Бразилії, колишньої Чехословаччини, Румунії, колишньої Югославії, Литви та Росії. У Форумі брали участь представники української демократичної опозиції — Іван Драч, Михайло Горинь та В'ячеслав Чорновіл.
Опісля 1990 року співорганізатор реноваційних робіт могил солдат та офіцерів Української Народньої Республіки похованих на вольському православному кладовищі у Варшаві, та побудови пропам'ятних споруд присвячених українським солдатам загиблим в обороні Варшави у 1920 році (битва «Диво на Віслі») та померлим на еміграції.
У 1999—2006 роках співреалізатор Економічного Форуму у Криниці. Реалізатор проектів вишколів українських самоурядовців, адаптації банкових систем Польщі та України до вимогів Європейського Союзу, реформування вугільної промисловості, тощо. В роках 1999—2001 організував українським студентам професійні стажування на польських підприємствах.
У роках 2004—2015 в рамках програми «Study Tours to Poland», в якому взяло участь 7500 спеціалістів з України (70 %), а також м.ін. з Білорусі, Грузії, Молдови, Вірменії, Азербайджану, співреалізував проекти м. ін. пов'язані з підготуванням українських самоурядових структур до введення децентралізаційних реформ та асоціяції з ЄС, вишколами урядовців центральних органів влади в Україні, Варшавською літньою Євро-Атлантичною академією, випрацюванням моделі українського е-уряду, співпрацею польського та українського Інститутів національної пам'яті, зміцненням українських митних та прикордонних структур (за участю 400 українських офіцерів та фахівців з Польщі, Німеччини, Словаччини та Угорщини, підготовкою митних структур України та Польщі до Євро-2012.
У 2004 році в рамках товариства «Вільна Україна» співорганізовав у Варшаві акції підтримки «Помаранчевої революції» та поїздку 200 волонтерів (у рамках Польської Наглядної Місії) на президентські вибори в Україні.
У 2014 році, як співзасновник Громадянського Комітету солідарності з Україною, координував діяльність групи, що займалася прийомом 46 поранених з Майдану Незалежності на лікування у Варшаві.
Співавтор документа «Громадянський пакет для України» — пропозиції введеня механізмів та розв'язок у системові зміни в Україні, зокрема реформи державної адміністрайії та децентралізації у правлінні державою. Вищенаведений документ було передано Володимиру Гройсману, тодішньому спікеру Верховної Ради України, в ході офіційного візиту до Республіки Польща у 2015 році.

## Нагороди
- Орден князя Ярослава Мудрого V ступеня (26 лютого 2025) — за вагомий особистий внесок у зміцнення міждержавного співробітництва, підтримку суверенітету та територіальної цілісності України, популяризацію Української держави у світі[14]
- Кавалерський Хрест Ордена Відродження Польщі (2015)[15]
- Орден «Bene Merito» (2011)[16]
- Орден «За заслуги» II ступеня (2008)[17]
- Орден «За заслуги» III ступеня (1998)[18]

- 1996 — Диплом Президента України «За великий особистий внесок  у розбудову Незалежної України».
- 1999 — Почесна грамота Народного Руху України «За відданість ідеям державності і демократії, за великий внесок у здобуття і розбудову Української Держави».
- 2005 — Почесна грамота МЗС України «За вагомий внесок в розбудову та поглиблення українсько-польських відносин».
- 2006 — Почесна грамота Кабінету Міністрів України.
- 2006 — Почесна грамота МЗС України «За активну участь у діяльності Української громади в Республіці Польща, популяризацію історичних та сучасних надбань українського народу, розбудову українсько-польського співробітництва, зміцнення авторитету України у світі».
- 2008 — Диплом Посольства України в Республіці Польща «За вагомий внесок у розвиток українсько-польського співробітництва».
- 2008 — Почесна грамота — Полтавська Обласна Рада.
- 2009 — Похвальна грамота Європейського Конгресу Українців «За активну участь в організаційній діяльності».
- 2010 — Почесна грамота Державної Митної Служби України «За внесок у розвиток співробітництва митних служб Республіки Польща та України».
- 2010 — Медаль «За сприяння в Охороні Державного Кордону України».
- 2017 — Нагрудний знак «Знак пошани»[19]